# Stenetrium perestrelloi
Stenetrium perestrelloi är en kräftdjursart som först beskrevs av Brian Frederick Kensley 1984.  Stenetrium perestrelloi ingår i släktet Stenetrium och familjen Stenetriidae. Inga underarter finns listade i Catalogue of Life.